# Konrad Adenauer
Konrad Hermann Joseph Adenauer GCTE • GCC (Colônia, 5 de janeiro de 1876 — Bad Honnef, 19 de abril de 1967) foi um político alemão cristão-democrata, advogado, prefeito de Colônia e também um dos arquitetos da economia social de mercado. Foi ainda chanceler da República Federal da Alemanha (1949–1963) e presidente da União Democrata-Cristã (CDU).
Como Chanceler da Alemanha Ocidental, Adenauer focou em reconstruir a Alemanha como uma potência europeia pós-Segunda Guerra Mundial. Ele presidiu sobre um período de forte crescimento econômico (o "Milagre do Reno"), liderado pelo ministro Ludwig Erhard, misturando uma política de estado de bem-estar social com uma economia de livre mercado, com uma democracia liberal e anticomunismo como base política interna. Ele também restabeleceu o exército alemão (a Bundeswehr) e o Serviço Federal de Inteligência. Sua política externa foi voltada com os Estados Unidos no contexto da Guerra Fria, não reconhecendo a Alemanha Oriental ou a Linha Oder-Neisse. Konrad Adenauer lutou para transformar a Alemanha Ocidental novamente numa potência na Europa, pregando a unidade no continente, embora adotasse uma política conhecida como "Atlantismo".
No período que esteve no poder e nos anos posteriores, foi uma figura dominante na política alemã e ainda é lembrado como um dos mais influentes políticos na história moderna do país.

## Biografia
Nascido em 5 de Janeiro de 1876 em Colônia, Adenauer estudou em várias universidades até se graduar em Direito, foi prefeito de Colônia entre 1917 e 1933 e membro do poder legislativo. Como católico da época, fez oposição ao nazismo e, com o advento de Adolf Hitler ao poder, foi expulso de seu cargo político e obrigado a se aposentar.
Foi preso duas vezes pela Gestapo, a primeira em 1934 e novamente em 1944, sendo Adenauer enviado para a prisão de Brauweiler, de onde foi libertado quando as tropas aliadas invadiram a Alemanha.
Em 1945 participou na fundação da União Democrata-Cristã (CDU) e assumiu a presidência da liga na zona de ocupação britânica. Com o estabelecimento da Alemanha ocidental (República Federal da Alemanha), em 1949, Adenauer, então com 73 anos, assumiu o cargo de primeiro chanceler, renunciando ao cargo em 1963, aos 87 anos de idade. Por 14 anos (foi reeleito em 1953, 1957 e 1961), liderou a coligação entre a União Democrata-Cristã (CDU), o seu partido-irmão da Baviera, União Social Cristã (CSU), e o Democratas Livres (FDP). Entre 1951 e 1955 também serviu como ministro para assuntos exteriores da Alemanha Ocidental.
No exercício de sua função de chanceler da Alemanha, Konrad Adenauer visou a três objetivos essenciais: conduzir o povo alemão para uma situação autêntica de liberdade, inserir o país numa comunidade pacifista de Estados livres, e incentivar junto com os líderes da França e da Itália a integração europeia. Durante o seu governo, a Alemanha adotou o regime democrático e teve início um desenvolvimento econômico com bem-estar e equilíbrio social.
Adenauer tinha um grande objetivo: estabelecer a Alemanha Ocidental como uma proteção para conter a expansão dos soviéticos na Europa. Assim, ele promoveu um estreitamento nas relações com os Estados Unidos e se reconciliou com a França. Foi durante o mandato de Adenauer que a Alemanha Ocidental passou a integrar o Organização do Tratado do Atlântico Norte e passou a ser reconhecida como uma nação independente.
Ao lado de outros políticos, Konrad Adenauer criou na Alemanha uma tradição democrata-cristã. Foi cofundador do partido da União Democrática Cristã da Alemanha (CDU) e marcou profundamente o recomeço na história dos partidos políticos alemães, influenciando fortemente a orientação política deste novo partido popular, que agrupou homens e mulheres de todas as camadas da sociedade, provindos de todas as tradições democráticas — conservadores, liberais e social-cristãos, católicos e protestantes.
A visão política de Konrad Adenauer era a de uma Alemanha livre e unificada, dentro de uma Europa livre e integrada. A sua meta consistia em chegar a um novo ordenamento europeu, com liberdade e democracia e, para além disso, em aproximar o mundo de uma cooperação de alcance global.
Em 1953 foi agraciado com a Grã-Cruz da Ordem Nacional do Cruzeiro do Sul. A 24 de Janeiro de 1956 foi agraciado com a Grã-Cruz da Ordem Militar da Torre e Espada, do Valor, Lealdade e Mérito e a 15 de Outubro de 1963 com a Grã-Cruz da Ordem Militar de Cristo de Portugal.
Adenauer aposentou-se em 1963, após concluir um tratado — que havia perseguido durante anos — de cooperação com a França e continuou no parlamento. Quando ele deixou esse cargo, em 1963, havia realizado uma obra histórica: a reconstrução da Alemanha após a Segunda Guerra Mundial, a consolidação da democracia e a inserção de seu país na comunidade dos países livres.
Morreu em 19 de abril de 1967 em Bad Honnef.